# Cezary Sławiński
Cezary Feliks Sławiński (ur. 24 sierpnia 1960)– polski profesor nauk rolniczych, agronom, członek korespondent PAN. 

## Życiorys
Absolwent studiów fizycznych na Uniwersytecie Marii Curie-Skłodowskiej w Lublinie (rocznik 1984). Doktoryzował się w 1997 roku w Instytucie Agrofizyki PAN na podstawie pracy zatytułowanej Modelowe badania preferencyjnego przepływu wody w ośrodku glebowym. Habilitację uzyskał w 2004 roku na tej samej uczelni na podstawie rozprawy pt. Wpływ fizycznych parametrów gleby na wartości współczynnika przewodnictwa wodnego (badania modelowe). Tytuł profesora nauk rolniczych nadano mu w 2012 roku.
Specjalizuje się w zagadnieniach z zakresu agrofizyki, fizyki gleby oraz środowiska i ochrony środowiska. Członek korespondent Wydziału Nauk Biologicznych i Rolniczych Polskiej Akademii Nauk od 2019 roku. Wykładowca i profesor w Instytucie Agrofizyki im. Bohdana Dobrzańskiego PAN oraz Instytucie Nauk Rolniczych Państwowej Wyższej Szkoły Zawodowej w Chełmie.
Jeden z wykonawców pracy badawczej na temat wpływu stanu natlenienia na proces tworzenia i pochłaniania podtlenku azotu w glebach ornych Polski na tle wybranych gleb Centralnej Europy.
Współredaktor materiałów konferencyjnych z 11. i 12. Międzynarodowej Konferencji Agrofizycznej. Autor artykułu Hysteresis in soil opublikowanego w Encyklopedii Agrofizyki, współautor książki Review of current problems in agrophysics.